# 孙铤
孙铤（1528年—1570年），字文初，初号正峰，改號前峰，錦衣衛籍，浙江余姚人，明朝政治人物，官至南京禮部侍郎。

## 生平
嘉靖二十八年（1549年），登顺天鄉試解元。嘉靖三十二年（1553年）中進士。改庶吉士，三十四年授翰林院编修，丁父忧归，服阕，復除原职，分校《永乐大典》，编纂《承天大誌》。隆慶元年（1567年）大典修成，晋升左春坊左中允，兼翰林院编修，賜五品服。尋充经筵讲官，管理誥敕，预修《世宗实录》。同年秋七月与左谕德王希烈主考應天府乡试，同年冬升左谕德兼翰林院侍读，掌司經局事。三年六月迁国子监祭酒，四年九月进南京礼部右侍郎，十一月赴任南京，卒于舟中，享年四十三。

## 家族
曾祖孫新，贈資政大夫禮部尚書。祖父孫燧，巡抚江西都御史、贈礼部尚书、謚忠烈。孙铤的父亲孙升，官南京礼部尚书。母韓氏，贈夫人。继母杨氏，封淑人。同母兄孙鑨（吏部尚书），异母弟孙錝（太仆寺卿）、孙鑛（南京兵部尚书）和孙镶，异母妹孙镮。